# サバクナメラ
サバクナメラ（学名：Bogertophis subocularis）は、ナミヘビ科サバクナメラ属（ナメラ属に分類する説もあり）に分類されるヘビ。別名トランスペコスラットスネーク。

## 分布
アメリカ合衆国（テキサス州、ニューメキシコ州）、メキシコ（チワワ州）

## 形態
最大全長170cm。体形は幼体では細いものの、成長に伴い太くなる。体色は背面は黄色や黄褐色で、アルファベットの「H」字状の斑紋が入る。H字の斑紋が繋がることもあり、頸部では斑紋は黒い2本の縦縞になることが多い。また尾に近づくにつれH字の間隔は狭くなる。腹板は白い。一部個体群は体色が薄く、背面の斑紋も消失し網目状になる（ブロンド）。
眼は大型で突出し、瞳孔は丸い。これにより夜間に、視覚を頼りに獲物を探すことに適している。

## 生態
砂漠に生息する。夜行性で、昼間は岩の隙間や他の動物が掘った巣穴等で休み暑さをしのぐ。
食性は動物食で、鳥類、小型哺乳類等を食べる。幼体はトカゲを食べる。
繁殖形態は卵生で、1回に3-7個、最大12個の卵を産む。

## 人間との関係
ペットとして飼育されることもあり、日本にも輸入されている。流通量は多くはないが、主に欧米からの飼育下繁殖個体が流通する。局所的な熱源を設けて飼育した方がよいとされ、そのためケージ全体が熱くならないように温度差をつけるため大型のケージで飼育した方がよいとされる。また乾燥した地域に生息するためケージ内は蒸らさない様にし、水入れも小型で倒れない様な物を設置する。